# LGBT práva v Západní Sahaře
Právní postavení leseb, gayů, bisexuálů a transsexuálů v Západní Sahaře, jakožto sporném území, je upraveno právním řádem následujících území:
- Maroka spravujícího 80 % území Západní Sahary
- Saharské arabské demokratické republiky spravující zbytek